# 11743 Яховскі
11743 Яховскі (11743 Jachowski) — астероїд головного поясу, відкритий 13 травня 1999 року.
Тіссеранів параметр щодо Юпітера — 3,521.